# Teesside nemzetközi repülőtér
A Teesside nemzetközi repülőtér (IATA: MME, ICAO: EGNV) Anglia egyik nemzetközi repülőtere, amely Darlington közelében található. Éves utasforgalma 173 006 fő (2022).

## Futópályák
A repülőtér futópályái:
- 05/23 (2291 m, 45 m, aszfalt)

## Forgalom
Az utasforgalom az elmúlt években az alábbi módon változott:
| Utasok száma | 1289 | 114 418 | 232 436 | 323 009 | 341 820 | 428 653 | 699 838 | 288 296 | 132 369 | 173 006 |
|              | 1964 | 1970    | 1977    | 1983    | 1990    | 1996    | 2003    | 2009    | 2016    | 2022    |